# Leptothorax faberi
Leptothorax faberi är en myrart som beskrevs av Alfred Buschinger 1983. Leptothorax faberi ingår i släktet smalmyror, och familjen myror. IUCN kategoriserar arten globalt som sårbar. Inga underarter finns listade i Catalogue of Life.